# Sociedade das Nações
Sociedade das Nações (do Francês, Société des Nations), também conhecida como Liga das Nações (do Inglês, League of Nations), foi uma organização internacional, idealizada em 28 de abril de 1919, em Versalhes, nos subúrbios de Paris, onde as potências vencedoras da Primeira Guerra Mundial se reuniram para negociar um acordo de paz. Sua última reunião ocorreu em abril de 1946.
Um dos pontos do amplo tratado referiu-se à criação de uma organização internacional, cujo papel seria o de assegurar a paz. Em 28 de junho de 1919, foi assinado o Tratado de Versalhes, que na sua I Parte estabelecia a Sociedade das Nações, cuja Carta foi nessa data assinada por 44 Estados. O Conselho da Sociedade das Nações reuniu-se pela primeira vez em Paris no dia 16 de janeiro de 1920, seis dias depois da entrada em vigor do Tratado de Versalhes. A sede da organização passou em novembro de 1920 para a cidade de Genebra, na Suíça. Em setembro de 1939, Adolf Hitler, o ditador nazista da Alemanha, desencadeou a Segunda Guerra Mundial. A Liga das Nações, tendo fracassado em manter a paz no mundo, foi dissolvida. Estava extinta por volta de 1942. Porém, em 18 de abril de 1946, o organismo passou as responsabilidades à recém-criada Organização das Nações Unidas, a ONU.
Sua criação foi baseada na proposta de paz conhecida como Quatorze Pontos, feita pelo presidente estadunidense Woodrow Wilson, em mensagem enviada ao Congresso dos Estados Unidos em 8 de janeiro de 1918. Os Quatorze Pontos propunham as bases para a paz e a reorganização das relações internacionais ao fim da Primeira Guerra Mundial, e o pacto para a criação da Sociedade das Nações constituíram os 30 primeiros artigos do Tratado de Versalhes.
Curiosamente, com a recusa do Congresso estadunidense em ratificar o Tratado de Versalhes, os Estados Unidos não se tornaram membro do novo organismo. Eram cinco membros permanentes e seis rotativos, tendo estes o mandato vencido em três anos, com a possibilidade de reeleição.

## Membros
Durante as negociações na Conferência de Paz de Paris, foi incluída na primeira parte do Tratado de Versalhes a criação da Liga. Os países integrantes originais eram 32 membros do anexo ao Pacto e 13 dos estados convidados para participar, ficando aberto o futuro ingresso aos outros países do mundo. As exceções foram Alemanha, Turquia e a União das Repúblicas Socialistas Soviéticas (U.R.S.S.). Estava permitindo, desse modo, o Reino Unido, bem como o seu ingresso e o de seus domínios e colônias, como o exemplo dos Domínios Britânicos (Índia, África do Sul, Austrália e Nova Zelândia).
Uma série de problemas ocorreu no começo: o descaso do Senado dos Estados Unidos em aprovar o Tratado produziu o primeiro atrito da sociedade, desvinculando-se nessa ocasião uma das principais potências mundiais do pós-guerra a muito que pesar por parte do presidente Woodrow Wilson. A U.R.S.S. deu o caráter revolucionário de seu regime, que fomentou a criação de um círculo sanitário para evitar a propagação da revolução bolchevique e o tardio reconhecimento diplomático ao novo regime. Estes países foram incorporados posteriormente: Alemanha, por meio do Tratado de Locarno, em outubro de 1925 (que permitiu seu ingresso como membro da Sociedade em setembro de 1926), Turquia e a União Soviética em 1934. Os Estados Unidos nunca se incorporaram à Sociedade; apenas a seus organismos afiliados.
A SDN (Sociedade das Nações) foi uma prefiguração da atual ONU (Organização das Nações Unidas).

## Idiomas e símbolos
Os idiomas oficiais da Liga das Nações foram o francês, o inglês e o espanhol (a partir de 1920). A Liga considerou a adoção do esperanto como idioma de trabalho e encorajar ativamente seu uso mas nenhuma das opções foi adotada. Em 1921, houve uma proposta de Lord Robert Cecil para introduzir o esperanto em escolas públicas das nações-membro e foi encomendado um relatório sobre isso. Quando o relatório foi apresentado dois anos depois, recomendava o ensino do esperanto em escolas, proposta aceita por onze delegados. A oposição mais forte veio do delegado francês, Gabriel Hanotaux, em parte para proteger a língua francesa que ele argumentava já ser a língua internacional. Esta objeção significou que o relatório era aceite apesar da seção que aprovou o esperanto nas escolas.
A Liga das Nações não tinha uma bandeira e nem um logotipo oficial. As propostas para a adoção de um símbolo oficial foram feitas durante o início da Liga, em 1920, mas os Estados-membros nunca chegaram a acordo. No entanto, as organizações da Liga das Nações utilizavam diferentes logotipos e bandeiras (ou mesmo nenhum) em suas próprias operações. Um concurso internacional foi realizado em 1929 para escolher um desenho, que novamente não conseguiu se tornar um símbolo. Uma das razões pode ter sido o medo dos estados-membros de que a organização supranacional pudesse superar o seu poder. Finalmente, em 1939, um emblema semioficial surgiu: duas estrelas de cinco pontas, dentro de um pentágono azul. O pentágono e as estrelas de cinco pontas representariam os cinco continentes e as cinco raças da humanidade.
Em um arco em cima e em baixo, a bandeira tinha os nomes em inglês (League of Nations) e francês (Société des Nations). Esta bandeira foi usada na Feira Mundial de Nova Iorque de 1939-40.

## Principais órgãos

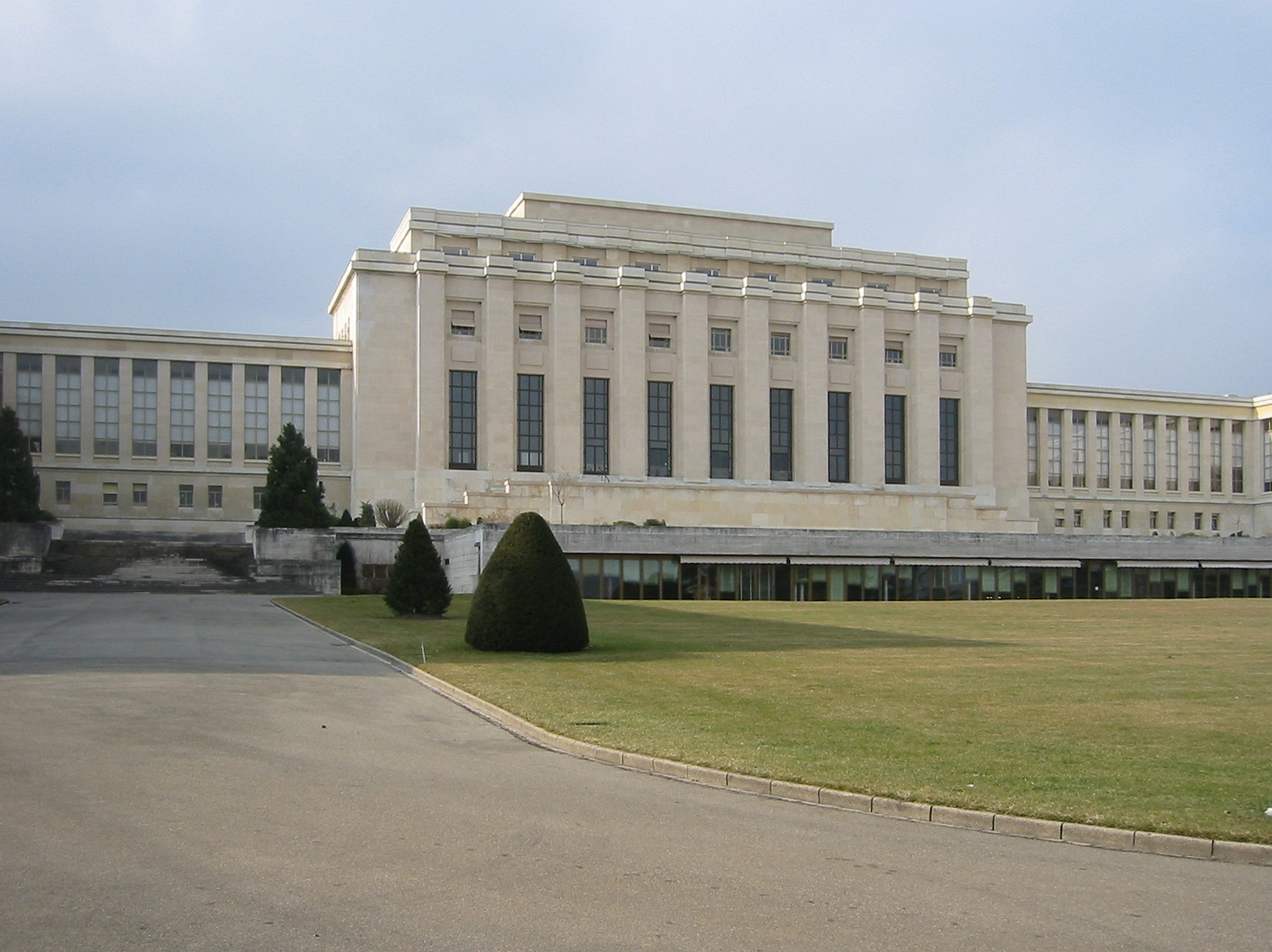
Palácio das Nações, em Genebra, sede da Liga das Nações desde 1938.

A Liga tinha quatro órgãos principais, um Secretariado (chefiado pelo Secretário-Geral, e com sede em Genebra), um Conselho, uma Assembleia e um Tribunal Permanente de Justiça Internacional. A Liga também teve inúmeras agências e comissões. Autorização para qualquer ação exigia uma votação por unanimidade pelo Conselho, além de uma maioria de votos na Assembleia.

### Secretariado e Assembleia
A equipe do secretariado da Liga era encarregada de preparar a agenda para o Conselho e Assembleia e de publicar relatórios das reuniões e outras questões rotineiras, atuando efetivamente como funcionários da Liga. O secretariado foi muitas vezes considerado demasiado pequeno para tratar todos os assuntos administrativos da Liga. A Assembleia da Liga das Nações era uma reunião de todos os Estados-Membros, na qual a cada estado era permitido até três representantes e um voto.  A Assembleia se reunia em Genebra e, após as suas primeiras sessões, em 1920, as sessões passaram a ser realizadas uma vez por ano, em setembro.

### Conselho
O Conselho da Liga atuava como um tipo de poder executivo dirigindo os assuntos da Assembleia. Começou com quatro membros permanentes: Inglaterra, França, Itália, Japão; e quatro membros não permanentes, que eram eleitos pela Assembleia por um período de três anos. Os primeiros membros não permanentes foram Bélgica, Brasil, Grécia e Espanha. Os Estados Unidos seriam o quinto membro permanente, mas o Senado dos Estados Unidos votou em 19 de março de 1920 contra a ratificação do Tratado de Versalhes, impedindo assim a participação estadunidense na Liga.
A composição do Conselho foi alterada várias vezes, posteriormente. O número de membros não permanentes primeiro foi aumentado para seis em 22 de setembro de 1922, e depois para nove, em 8 de setembro de 1926. Werner Dankwort da Alemanha promoveu a entrada de seu país na Liga, obtida em 1926. A Alemanha tornou-se o quinto membro permanente do Conselho, fazendo com que o Conselho atingisse um total de quinze membros. Mais tarde, depois de Alemanha e Japão deixarem a Liga, o número de assentos não-permanentes foi aumentado de nove para onze.
O Conselho reunia-se, em média, cinco vezes por ano, e ainda em sessões extraordinárias, quando necessário. No total, 107 sessões públicas foram realizadas entre 1920 e 1939.

### Outros organismos
A Liga das Nações supervisionava o Tribunal Permanente de Justiça Internacional e várias outras agências e comissões criadas para lidar com as questões internacionais relevantes, como a Comissão de Desarmamento, a Organização de Saúde, a Organização Internacional do Trabalho, a Comissão de Mandatos, a Comissão Internacional de Cooperação Intelectual (precursora da UNESCO), o Conselho Central Permanente do Ópio, a Comissão para Refugiados, e a Comissão de Escravatura. Várias dessas instituições foram transferidas para a Nações Unidas após a Segunda Guerra Mundial: a Organização Internacional do Trabalho, o Tribunal Permanente de Justiça Internacional (como o Tribunal Internacional de Justiça), e a Organização de Saúde (reestruturada como o Organização Mundial de Saúde) todas se tornaram instituições das Nações Unidas.

#### Organização de Saúde
A Organização de Saúde da Liga tinha três órgãos: um Gabinete de Saúde, contendo funcionários permanentes da Liga; uma seção executiva; o Conselho Geral, composto por médicos peritos; e um Comitê de Saúde. O Comitê tinha por objetivo conduzir pesquisas, supervisionar o funcionamento dos projetos de saúde da Liga, e preparar as propostas a serem apresentadas ao Conselho. Este organismo concentrava-se na erradicação da lepra, da malária e da febre amarela, estas duas últimas, por meio de uma campanha internacional para exterminar os mosquitos transmissores. A Organização Mundial da Saúde também trabalhou com sucesso com o governo da União Soviética para impedir epidemias de tifo, incluindo a organização de uma grande campanha educacional sobre a doença.

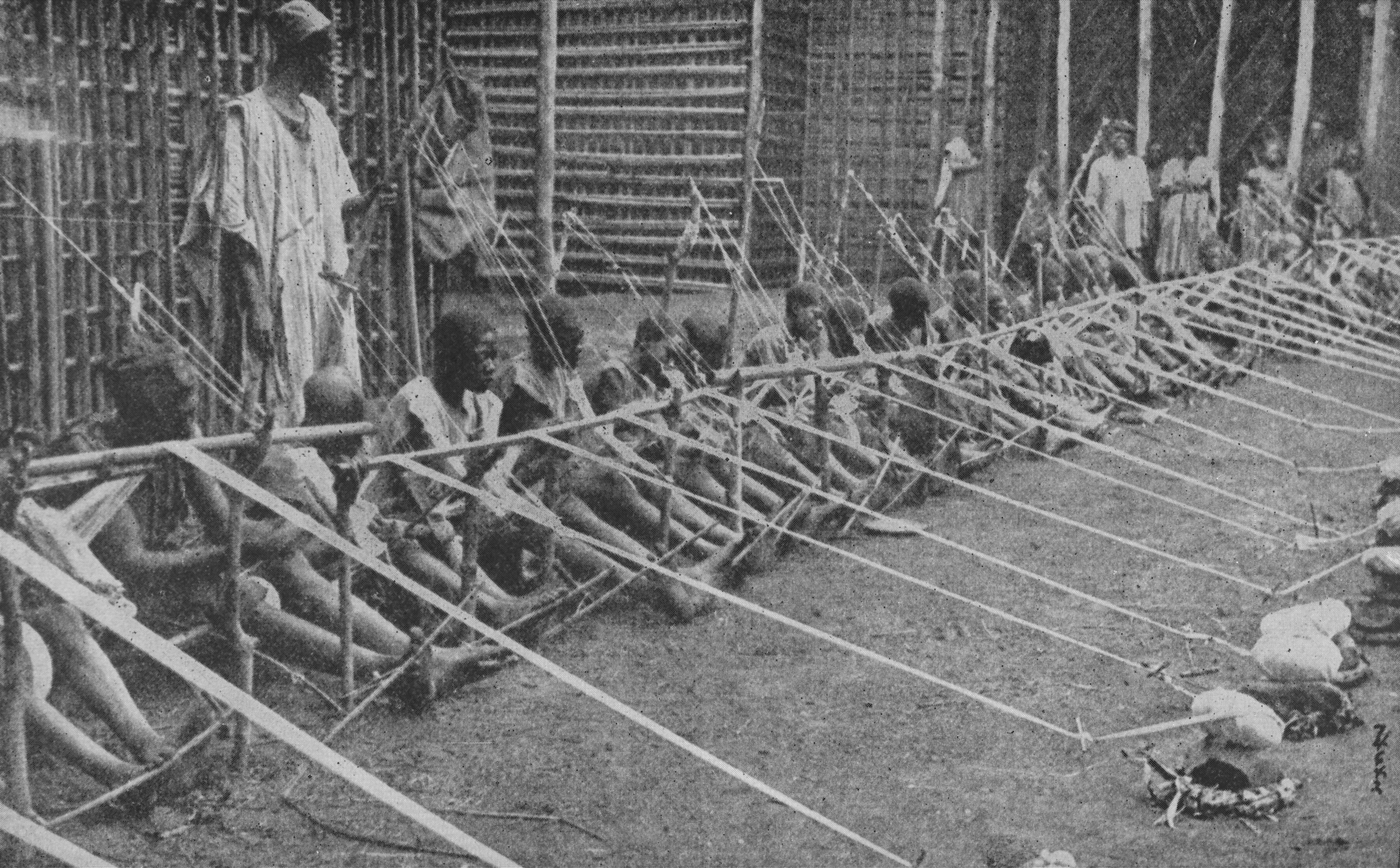
Trabalho infantil em Kamerun (1919).

#### Organização Internacional do Trabalho
Em 1919, a Organização Internacional do Trabalho (OIT) foi criada como parte do Tratado de Versalhes e tornou-se parte das operações da Liga. Seu primeiro diretor foi Albert Thomas. A OIT restringiu com sucesso o uso de chumbo em pigmentos, e convenceu vários países a adotarem uma jornada de oito horas de trabalho por dia, e quarenta e oito horas de trabalho semanal. Também trabalhou na erradicação do trabalho infantil, no aumento dos direitos da mulher no local de trabalho, e na responsabilização dos proprietários de embarcações pelos acidentes envolvendo marinheiros. A organização continuou a existir depois do fim da Liga, e tornou-se uma agência das Nações Unidas em 1946.

#### Conselho Central Permanente do Ópio
A Liga pretendia regulamentar o comércio de drogas e estabeleceu o Conselho Central Permanente do Ópio para fiscalizar o sistema de controle estatístico introduzido pela segunda Convenção Internacional do Ópio que mediava a produção, manufatura, comércio e varejo de ópio e de seus subprodutos. O conselho também estabeleceu um sistema de certificados de importação e autorizações de exportação para o comércio lícito de narcóticos.

#### Comissão de Escravatura
A Comissão procurou erradicar a escravidão e o comércio de escravo em todo o mundo, e combateu a prostituição forçada. Seu principal êxito veio através da pressão aos governos que administravam países por mandatos para eliminar a escravidão nessas localidades. A Liga firmou um compromisso com a Etiópia para eliminar a escravidão como condição de adesão, em 1926, e trabalhou com a Libéria para abolir o trabalho forçado e a escravidão intertribal. Promoveu a emancipação de 200 mil escravos na Serra Leoa e organizou investidas contra negociantes de escravos em seus esforços para pôr fim à prática do trabalho forçado na África. Também conseguiu reduzir a mortalidade de trabalhadores da construção da ferrovia de Tanganica (na atual Tanzânia), de 55% para 4%. Mantinha registros de controle da escravidão, da prostituição e do tráfico de mulheres e crianças.

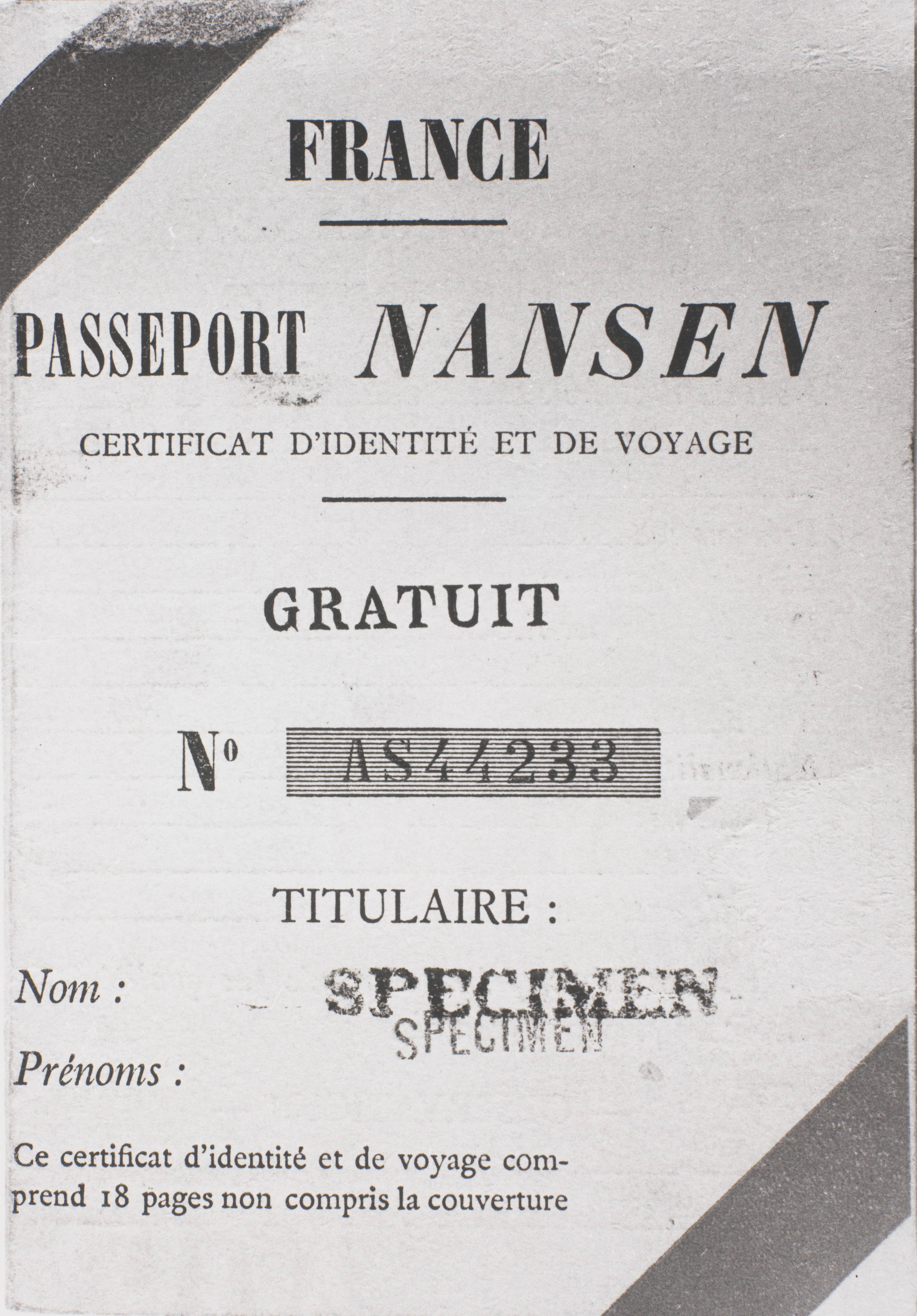
O passaporte Nansen.

#### Comitê para os Refugiados
Liderado por Fridtjof Nansen, o Comitê para os Refugiados cuidou dos interesses dos refugiados, inclusive supervisionando sua repatriação e, quando necessário, seu reassentamento. No fim da Primeira Guerra Mundial, havia entre dois e três milhões de ex-prisioneiros de guerra espalhados por toda a Rússia, e em cerca de dois anos de fundação, em 1920, o Comitê havia ajudado 425 mil deles a voltar para casa. Estabeleceu campos na Turquia em 1922 para ajudar o país em uma crise de refugiados que estava enfrentando, ajudando a prevenir a doença e a fome. Também criou o passaporte Nansen como um meio de identificação para os apátridas.

#### Comitê para o Estudo do Estatuto Jurídico da Mulher
O Comitê para o Estudo do Estatuto Jurídico da Mulher procurou fazer uma pesquisa sobre o estatuto das mulheres em todo o mundo. Foi formado em abril de 1938, e dissolvido no início de 1939. Entre os membros da comissão estavam P. Bastid (França), de Ruelle (Bélgica), Anka Godjevac (Iugoslávia), H. C. Gutteridge (Grã-Bretanha), Kerstin Hesselgren (Suécia), Dorothy Kenyon (Estados Unidos), Paul M. Sebastyen (Hungria) e o secretário Hugh McKinnon Wood (Grã-Bretanha).

## Mandatos
Os Mandatos da Liga das Nações foram estabelecidos sob o artigo 22 do Pacto da Liga das Nações. Estes territórios eram antigas colônias do Império Alemão e do Império Otomano, que foram colocados sob a supervisão da Liga após a Primeira Guerra Mundial. O Comitê Permanente de Mandatos supervisionava os mandatos da Liga das Nações, e também organizava plebiscitos em territórios sob disputa, de forma que os residentes pudessem decidir a que país se uniriam. Havia três classes de Mandatos.

### Mandatos "A"
O Mandatos "A" (aplicado a partes do antigo Império Otomano), eram certas comunidades, que cumpriam, à época, o seguinte requisito:

### Mandatos "B"
O Mandatos "B" foram aplicados às antigas colônias alemãs, que passaram a ser responsabilidade da Liga após a Primeira Guerra Mundial. Eram descritos como "povos" assim considerados:

### Mandatos "C"
Áreas no Sudoeste Africano e algumas Ilhas do Pacífico Sul eram administrados por membros da Liga no âmbito de um Mandato C. Eram classificadas como territórios e definidos assim:

### Poderes Mandatários
Os territórios eram governados por "Poderes Mandatários", como o Reino Unido, no caso da Mandato da Palestina e a União da África do Sul, no caso de Sudoeste Africano, até que os territórios fossem considerados capazes de autogoverno. Existiram catorze territórios sob mandato divididos entre os seis Poderes Mandatários do Reino Unido, França, Bélgica, Nova Zelândia, Austrália e Japão. Com exceção do Iraque, que aderiu à Liga em 3 de outubro de 1932, estes territórios não começariam a conquistar sua independência até depois da Segunda Guerra Mundial, em um processo que não terminou antes de 1990. Após o desaparecimento da Liga, a maioria dos mandatos remanescentes se transformou em Protetorados das Nações Unidas.
Além dos mandatos, a própria Liga governou o Sarre por quinze anos, antes de ser devolvido à Alemanha após um plebiscito, além da Cidade Livre de Danzig (atual Gdańsk, Polônia) de 15 de novembro de 1920 a 1 de setembro de 1939.

## Resolução de disputas territoriais
O fim da I Guerra Mundial trouxe muitas questões a serem resolvidas entre as nações, incluindo a posição exata das fronteiras nacionais e a que país determinadas regiões seriam anexadas. A maioria destas questões foram manipuladas pelos Aliados, que saíram vitoriosos da guerra, em organismos como o Conselho Supremo dos Aliados. Os Aliados buscavam resolver as questões particularmente difíceis para a Liga. Disto resultou que, durante os três primeiros anos da década de 1920, a Liga desempenhou pequeno papel na resolução do tumulto gerado pela guerra. As questões que a Liga considerou em seus primeiros anos foram as designadas pela Conferência de Paz de Paris (1919).
Com o desenvolvimento da Liga, seu papel foi expandido, e até meados de década de 1920, ela se tornou o centro da atividade internacional. Esta mudança pode ser observada na relação entre a Liga e os não-membros. Os Estados Unidos e a Rússia, por exemplo, passaram a trabalhar cada vez mais com a Liga. Durante a segunda metade dos anos 1920, a França, a Grã-Bretanha e Alemanha estavam todas utilizando a Liga das Nações como foco para sua atividade diplomática e seus respectivos ministros do exterior participaram de reuniões da Liga em Genebra, durante este período. Eles também utilizaram os mecanismos da Liga para tentar melhorar suas relações e resolver suas diferenças. Apesar das críticas, a liga teve muito sucesso na resolução de vários conflitos, dentre os quais o da Alta Silésia, da fronteira greco-búlgara, a questão da crise de refugiados da Guerra Greco-Turca de 1919-1922, o do Território de Memel e do conflito entre Suécia e Finlândia em torno das Ilhas Åland.

### Alta Silésia

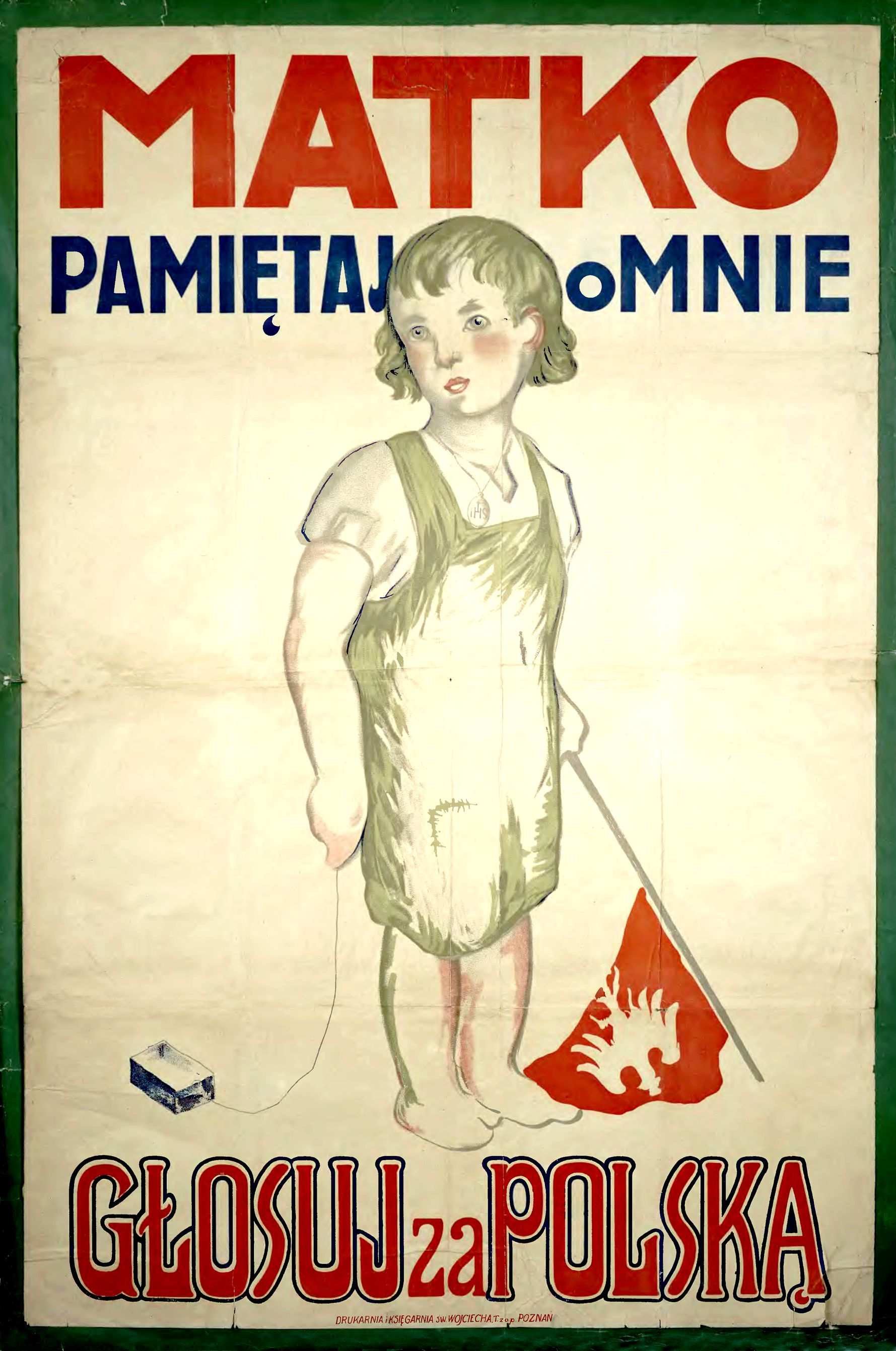
Cartaz polonês do plebiscito na Alta Silésia em 1921. Diz: "Mãe lembre de mim. Vote na Polônia".

As Forças Aliadas encaminharam o problema da Alta Silésia para a Liga após terem falhado em resolver a disputa territorial.
Após a Primeira Guerra Mundial, a Polônia reivindicou a Alta Silésia, que tinha sido parte de Prússia. O Tratado de Versalhes havia recomendado um plebiscito na região para determinar se o território deveria ser parte da Alemanha ou da Polônia. Queixas sobre a atitude das autoridades alemãs levaram a manifestações e, culminaram nos dois primeiros levantes silesianos (1919 e 1920). Um plebiscito foi realizado em 20 de março de 1921 com 59,6% dos votos (cerca de 500 mil) a favor da adesão à Alemanha, mas a Polônia alegou que as circunstâncias do referendo eram injustas. Esse resultado levou ao terceiro levante silesiano, em 1921.
Em 12 de agosto de 1921, a Liga foi chamada para resolver a questão, e o Conselho criou uma comissão com representantes de Bélgica, Brasil, China e Espanha para estudar a situação.
A comissão recomendou que a Alta Silésia deveria ser dividida entre a Polônia e a Alemanha, de acordo com as preferências indicadas no plebiscito e que os dois lados deveriam decidir os detalhes da interação entre as duas áreas. Por exemplo, se as mercadorias deveriam passar livremente através da fronteira, devido à interdependência econômica e industrial das duas áreas.
Em novembro de 1921 uma conferência foi realizada em Genebra para negociar uma convenção entre a Alemanha e a Polônia. Um acordo final foi alcançado, após cinco sessões, em que a maior parte da área era dada à Alemanha, mas com a seção polonesa abrangendo a maioria dos recursos minerais e boa parte de sua indústria. Quando este acordo veio a público em maio de 1922, a Alemanha expressou um amargo ressentimento, mas o tratado ainda seria ratificado por ambos os países. A solução apaziguou a região até as vésperas da Segunda Guerra Mundial.

### Albânia
As fronteiras da Albânia não haviam sido definidas durante a Conferência de Paz de Paris (1919), ficando a cargo da Liga a sua decisão, mas ainda não tinha sido determinada até setembro de 1921. Isto criou uma situação instável, com as tropas gregas repetidamente invadindo o território albanês, em operações militares no sul e forças da Iugoslávia ocuparam a parte setentrional do país após confrontos com tribos albanesas. A Liga enviou uma comissão de representantes de várias potências para a região e, em novembro de 1921, decidiu que as fronteiras da Albânia deveriam ser as mesmas de 1913 com três pequenas alterações que favoreceram a Iugoslávia. Forças iugoslavas retiraram-se após algumas semanas mais tarde, não obstante alguns protestos.
As fronteiras da Albânia novamente tornar-se-iam causa de conflito internacional quando o general italiano Enrico Tellini e quatro de seus assistentes foram emboscados e mortos em 24 de agosto de 1923, enquanto assinalavam a nova fronteira, recentemente restabelecida entre a Grécia e a Albânia. O episódio irritou o líder italiano Benito Mussolini, que exigiu a criação de uma comissão para investigar o incidente e que as suas investigações deveriam ser concluídas dentro de cinco dias. Mussolini insistia que o governo grego deveria pagar à Itália cinquenta milhões de liras por reparações, independentemente dos resultados do inquérito. Os gregos disseram que não iriam pagar, a menos que fosse provado que o crime fora cometido pelos gregos.
Mussolini enviou um navio de guerra para bombardear a ilha grega de Corfu e forças italianas ocuparam a ilha em 31 de agosto de 1923. Isto violava o tratado da Liga, então a Grécia recorreu para a Liga para resolver a situação. Os Aliados, porém, concordaram (por insistência do Mussolini), que a Conferência de Embaixadores deveria ser responsável para resolver o litígio, uma vez que foi a conferência que tinha nomeado o general Tellini. O Conselho da Liga analisou a disputa, mas, em seguida, passou suas conclusões ao Conselho dos Embaixadores para que este tomasse a decisão final. A Conferência aceitou a maior parte das recomendações da Liga forçando a Grécia a pagar cinquenta milhões liras à Itália, embora os autores do crime nunca tenham sido descobertos. Mussolini pôde deixar Corfu em triunfo.

## Deficiências gerais

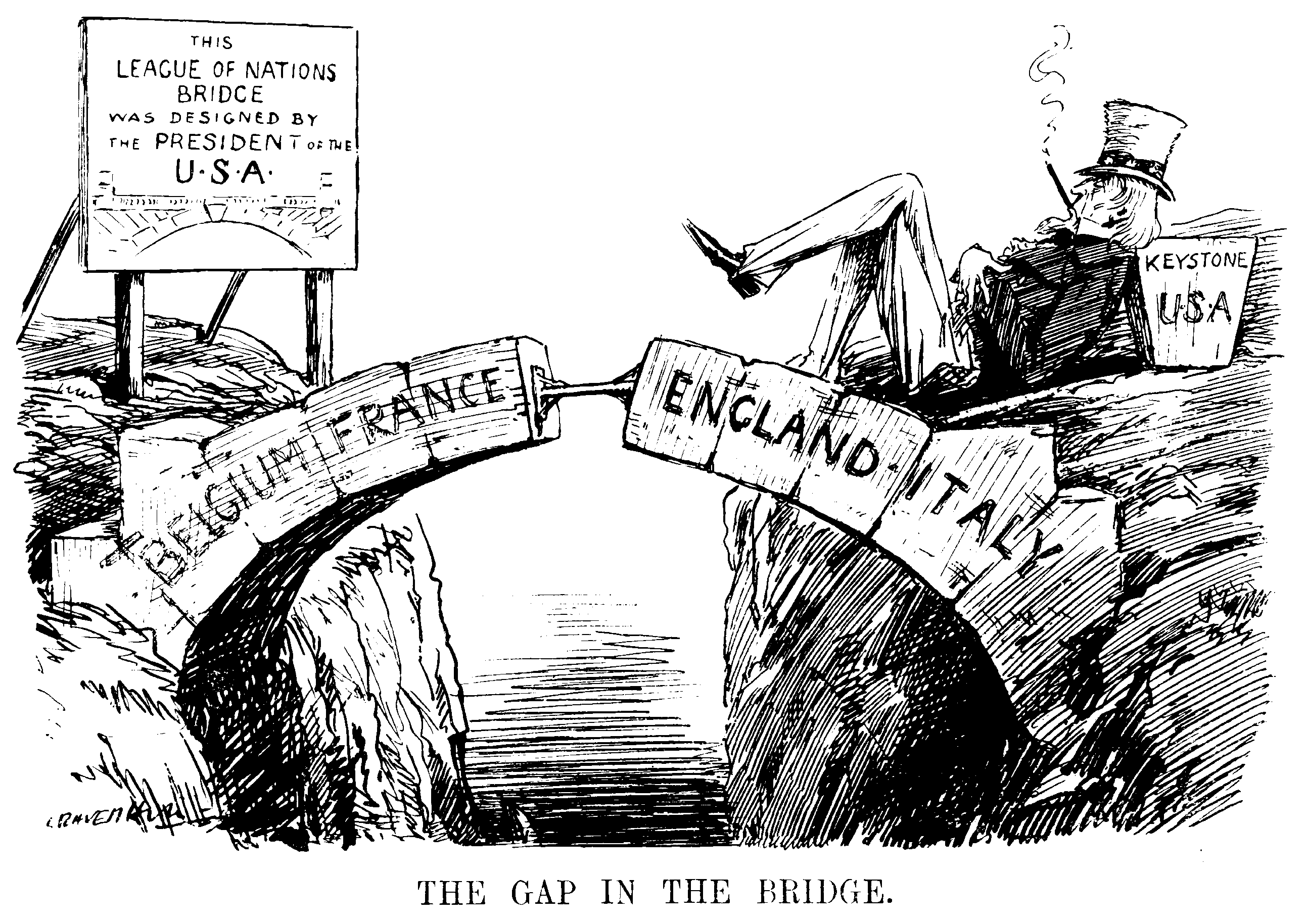
The Gap in the Bridge: Na placa está escrito "Esta Ponte da Liga das Nações foi concebida pelo Presidente dos Estados Unidos".
----
Charge da revista Punch, de 10 de dezembro de 1920, satirizando a lacuna deixada pelos Estados Unidos ao não aderir à Liga das Nações.

O surgimento da Segunda Guerra Mundial demonstrou que a Liga tinha falhado no seu objetivo primário, que era o de evitar uma futura guerra mundial. Houve uma variedade de razões para o fracasso, muitas ligadas às deficiências gerais dentro da organização.

### Origens e estrutura
As origens da Liga como organização criada pelas Forças Aliadas como parte do acordo de paz para pôr fim à Primeira Guerra Mundial fez com que fosse vista como uma "liga dos vitoriosos". Esse fato também vinculou a Liga ao Tratado de Versalhes, de modo que quando o Tratado foi desacreditado e tornou-se impopular, isto refletiu na Liga das Nações.
A suposta neutralidade da Liga costumava manifestar-se como indecisão. Era necessária uma votação unânime de seus nove e, mais tarde, quinze, membros do Conselho para aprovar uma resolução, e portanto, uma ação conclusiva e eficaz era difícil, se não impossível. Também era lenta em chegar às decisões, já que certas questões precisavam de consentimento unânime de toda a assembleia. Este problema resultava essencialmente do fato de que os principais membros da Liga das Nações não estavam dispostos a aceitar a possibilidade de que seu destino fosse decidido por outros países e, por meio da exigência da votação por unanimidade, davam a si mesmo o poder de veto.

## Desaparecimento e legado

O edifício da Assembleia da Liga das Nações, em Genebra.

Quando a situação na Europa se encaminhava para a guerra, a Assembleia delegou ao Secretário-Geral em 30 de setembro de 1938 e 14 de dezembro de 1939 o poder de permitir a existência legal da Liga e a sua continuidade em operações menores. A sede da Liga, o Palácio da Paz, permaneceu vazio durante quase seis anos, até o fim da Segunda Guerra Mundial.
Na Conferência de Teerã, em 1943, as Forças Aliadas concordaram em criar um novo órgão para substituir a Liga: as Nações Unidas. Muitos órgãos da Liga, como o Organização Internacional do Trabalho, continuaram a funcionar e, posteriormente, foram absorvidos pela ONU. A estrutura da Organização das Nações Unidas foi projetada para ser mais eficaz do que a Liga.
A última reunião da Liga das Nações foi realizada em abril de 1946, em Genebra. Delegados de 34 nações participaram da assembleia. Esta sessão concentrou-se na liquidação da Liga: ativos no valor de aproximadamente 22 milhões de dólares em 1946, incluindo o Palácio da Paz e os arquivos da Liga, foram doados para a ONU, fundos de reserva foram devolvidos para as nações que lhes havia fornecido, e as dívidas da Liga foram liquidadas. Robert Cecil resumiu o sentimento da reunião durante um discurso para a assembleia final quando disse:
| “ | Permitam-nos ressaltar que a agressão, onde quer que ocorra e mesmo que possa ser defendida, é um crime internacional, que é dever de todas as nações que amam a paz ressentir-lo e empregar a força que for necessária para impedi-la, e que o mecanismo da Carta, não menos do que o mecanismo do Tratado, é suficiente para esse efeito, se adequadamente utilizado, e que todo cidadão de bem de cada Estado deveria estar pronto para sofrer qualquer sacrifício, a fim de manter a paz … Arrisco-me a afirmar aos meus ouvintes que a grande obra da paz descansa não só sobre os estreitos interesses de nossos próprios países, mas ainda mais sobre os grandes princípios de certo e errado, dos quais dependem as nações, como os indivíduos. A Liga está morta. Longa vida às Nações Unidas | ” |

A proposta que dissolveu a Liga foi aprovada por unanimidade: "A Liga das Nações deixa de existir, exceto para efeitos de liquidação de seus negócios". A proposta também fixou a data para o fim da Liga como o dia seguinte ao encerramento da sessão. Em 19 de abril de 1946, o Presidente da Assembleia, Carl J. Hambro da Noruega, declarou "encerrada a vigésima primeira e última sessão da Assembleia Geral da Liga das Nações". Como resultado, a Liga das Nações deixou de existir em 20 de abril de 1946.
O professor David Kennedy sugere que a Liga foi um momento único, quando os assuntos internacionais foram "institucionalizados", em oposição aos métodos do direito e da política anteriores à Primeira Guerra Mundial. Os principais Aliados da Segunda Guerra Mundial (o Reino Unido, a União Soviética, a França, os Estados Unidos e a China) tornaram-se membros permanentes do Conselho de Segurança da ONU; estas novas "Grandes Potências" assumiram significativa influência internacional, assumindo o papel que era do Conselho da Liga. As decisões do Conselho de Segurança da ONU são vinculativas a todos os membros da ONU, no entanto, não é necessária a unanimidade nas decisões, ao contrário do Conselho da Liga. Aos membros permanentes do Conselho de Segurança da ONU também são conferidas salvaguardas para proteger seus interesses vitais, o que tem impedido a ONU de atuar decisivamente em muitos casos.
De forma similar, a ONU não tem suas próprias forças armadas, mas tem tido mais êxito do que a Liga à convocação seus membros a contribuírem em intervenções armadas, como durante a Guerra da Coreia e a missão de paz na ex-Iugoslávia. A ONU, em alguns casos, tem recorrido a sanções econômicas. A ONU também tem sido mais bem sucedida do que a Liga em atrair membros dentre as nações do mundo, alcançado uma maior representatividade.